# Durajkisz (dystrykt)
Durajkisz – jedna z 5 jednostek administracyjnych drugiego rzędu (dystrykt) muhafazy Tartus w Syrii.
W 2004 roku dystrykt zamieszkiwało 60 978 osób.